# Barkéwol
Barkéwol är en ort i Mauretanien.   Den ligger i regionen Assaba, i den sydvästra delen av landet, 400 km öster om huvudstaden Nouakchott. Barkéwol ligger 74 meter över havet och antalet invånare är 1 100.
Terrängen runt Barkéwol är platt. Runt Barkéwol är det glesbefolkat, med 10 invånare per kvadratkilometer. Det finns inga andra samhällen i närheten. Trakten runt Barkéwol är ofruktbar med lite eller ingen växtlighet.